# Rolando
Rolando Jorge Pires da Fonseca, ismertebb nevén egyszerűen Rolando (São Vicente, Zöld-foki Köztársaság, 1985. augusztus 31. –) portugál labdarúgó. A portugál válogatott tagjaként ott volt a 2010-es világbajnokságon és a 2012-es Európa-bajnokságon.

## Pályafutása

### Belenenses
Rolando a Campomaiorense ifiakadémián kezdett futballozni, majd 2003-ban átkerült a Belenenses U18-as csapatába. Az első csapatban 2004. augusztus 28-án mutatkozott be, a Marítimo ellen. Végigjátszotta a mérkőzést és gólt is szerzett. A 2007–08-as szezonra alapembere lett a csapatnak, és mind a 30 bajnokin pályára lépett.

### FC Porto
2008. április 15-én az FC Porto leigazolta Roldandót, aki négyéves szerződést írt alá a csapattal. Első szezonjában hamar kiszorította a kezdőből Pedro Emanuelt, és Bruno Alves mellett állandó tagja lett a védelem közepének. 28 mérkőzésen lépett pályára és három gólt szerzett, csapatával megnyerte a bajnoki címet és a kupát. 
A 2010–11-es évadban már kihagyhatatlan tagja volt a Portónak. 2011. február 17-én fontos gólt szerzett a Sevilla elleni az Európa-ligában, csapatával végül meg is nyerte a sorozatot. A 2012-es Portugál Szuperkupán ő lőtte csapata mindkét gólját a Vitória elleni 2–1-es győzelem során.

### Napoli
2013 telén Vítor Pereira menedzser által ki lett közösítve a többi portugál játékossal együtt a csapatból, ezért 2013. január 30-án az SSC Napolihoz került az idény végéig kölcsönbe.

### Inter Milan
2013. augusztus 10-én 600 000 euróért kölcsönvette az Inter Milan egy szezonra. Első gólját október 27-én szerezte a csapatban, hozzájárulva a Hellas Verona elleni 4–2-es hazai győzelemhez.

### Anderlecht

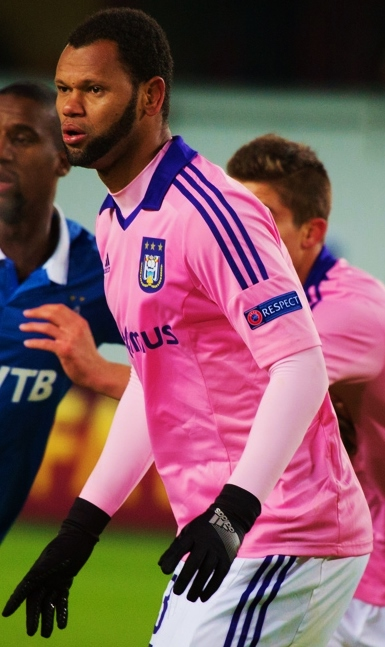
Rolando az Anderlecht színeiben

A 2014–15-ös idény első felében a klub felső vezetéssel való összetűzés miatt kiszorult az Inter Milanból, miután nem volt hajlandó részt venni a csapat előszezonjában, ezért 2015 februárjában kölcsönbe került az Anderlechthez az idény végéig.

### Olympique de Marseille
2015. augusztus 31-én aláírt az Olympique de Marseille csapatához. Eleinte nem játszott sokat, mivel Marcelo Bielsa vezetőedzőt váltó Míchel kevés hasznát látta, végül Franck Passi ideiglenes vezetőedző első szezonja után átigazolási listára pakolta.
Rolando azonban az újonnan kinevezett Rudi Garcia irányítása alatt lekerült az átigazolási listáról, és visszatért a csapatba, a védelemnek szerves részévé válva, majd nagyban hozzájárult a címvédő Paris Saint-Germain elleni 0–0-s idegenbeli döntetlenhez. 2018. május 3-án az Európa Liga elődöntőjének utolsó perceiben betalált a Red Bull Salzburg elleni 2–1-es idegenbeli vereség alkalmával, azonban csapata 3–2-es összesítéssel továbbjutott a döntőbe.

### Braga
2020. február 27-én tért vissza portugáliába, 34 évesen szabadon igazolható játékosként két és fél éves szerződést írt alá a Braga csapatával – amelynek edzője korábbi Belenenses csapattársa, Rúben Amorim volt –. A 2020–21-es szezonban kupagyőztes lett, és gólt szerzett a Torreense elleni 5–0-s hazai győzelem alkalmával a nyolcaddöntőben.
A Braga a 2021–22-es szezon előtt megpróbálta eladni Rolandot, de a magas bérigénye miatt minden ajánlatot visszautasított. Carlos Carvalhal vezetőedző az utolsó évében nem játszatta Rolandot, David Carmo és Nuno Sequeira sérülése ellenére.
2022 júliusában hagyta el a Bragát, két év alatt mindössze 16 bajnoki mérkőzésen lépett pályára.

## A válogatottban
Bár Rolando a Zöld-foki Köztársaságban született, 14 évesen családjával Portugáliába költözött, így 2006-ra megkapta a portugál állampolgárságot. Rögtön be is került a portugál U21-es válogatottba, mellyel részt vett a 2007-es U21-es Eb-n.
2009. február 11-én, Finnország ellen a felnőtt válogatottban is bemutatkozhatott. Bekerült a 2010-es világbajnokságra utazó keretbe, de végig a kispadon ült. A 2012-es Európa-bajnokságon is ott volt, itt már több lehetőséget kapott. Pályára lépett a Dánia és a Hollandia elleni csoportmeccseken, valamint a Csehország ellen negyeddöntőn.

## Statisztika

### Klubcsapatokban
| Klub                     | Szezon           | Bajnokság          | Bajnokság | Bajnokság | Kupa  | Kupa  | Nemzetközi | Nemzetközi | Egyéb | Egyéb | Összes | Összes |
| Klub                     | Szezon           | Liga               | Mérk.     | Gólok     | Mérk. | Gólok | Mérk.      | Gólok      | Mérk. | Gólok | Mérk.  | Gólok  |
| ------------------------ | ---------------- | ------------------ | --------- | --------- | ----- | ----- | ---------- | ---------- | ----- | ----- | ------ | ------ |
| Belenenses               | 2004–05          | Primeira Liga      | 16        | 2         | 0     | 0     | —          | —          | 16    | 2     |        |        |
| Belenenses               | 2005–06          | Primeira Liga      | 25        | 3         | 0     | 0     | —          | —          | 25    | 3     |        |        |
| Belenenses               | 2006–07          | Primeira Liga      | 26        | 0         | 0     | 0     | —          | —          | 26    | 0     |        |        |
| Belenenses               | 2007–08          | Primeira Liga      | 30        | 2         | 0     | 0     | 2          | 0          | —     | 32    | 2      |        |
| Belenenses               | Összesen         | Összesen           | 97        | 7         | 0     | 0     | 2          | 0          | 0     | 0     | 99     | 7      |
| Porto                    | 2008–09          | Primeira Liga      | 28        | 3         | 4     | 0     | 10         | 1          | 0     | 0     | 42     | 4      |
| Porto                    | 2009–10          | Primeira Liga      | 28        | 3         | 7     | 2     | 7          | 1          | 1     | 0     | 43     | 6      |
| Porto                    | 2010–11          | Primeira Liga      | 29        | 0         | 6     | 1     | 15         | 2          | 1     | 0     | 51     | 3      |
| Porto                    | 2011–12          | Primeira Liga      | 26        | 1         | 2     | 0     | 8          | 0          | 1     | 2     | 37     | 3      |
| Porto                    | 2012–13          | Primeira Liga      | 1         | 0         | 0     | 0     | 0          | 0          | 0     | 0     | 1      | 0      |
| Porto                    | Összesen         | Összesen           | 112       | 7         | 19    | 3     | 40         | 4          | 3     | 2     | 174    | 16     |
| Napoli (kölcsönben)      | 2012–13          | Serie A            | 7         | 0         | 0     | 0     | 2          | 0          | —     | 9     | 0      |        |
| Inter Milan (kölcsönben) | 2013–14          | Serie A            | 29        | 4         | 0     | 0     | —          | —          | 29    | 4     |        |        |
| Anderlecht (kölcsönben)  | 2014–15          | Jupiler Pro League | 4         | 0         | 2     | 0     | 2          | 0          | 2     | 0     | 10     | 0      |
| Marseille                | 2015–16          | Ligue 1            | 19        | 1         | 5     | 0     | 5          | 0          | —     | 29    | 1      |        |
| Marseille                | 2016–17          | Ligue 1            | 30        | 4         | 5     | 0     | —          | —          | 35    | 4     |        |        |
| Marseille                | 2017–18          | Ligue 1            | 31        | 1         | 3     | 0     | 12         | 1          | —     | 46    | 2      |        |
| Marseille                | 2018–19          | Ligue 1            | 10        | 0         | 2     | 0     | 1          | 0          | —     | 13    | 0      |        |
| Marseille                | Összesen         | Összesen           | 90        | 6         | 15    | 0     | 18         | 1          | 0     | 0     | 123    | 7      |
| Karrier összesen         | Karrier összesen | Karrier összesen   | 339       | 24        | 36    | 3     | 64         | 5          | 5     | 2     | 444    | 34     |

### A válogatottban
| Portugália | Portugália | Portugália |
| Év         | Mérk.      | Gólok      |
| ---------- | ---------- | ---------- |
| 2009       | 6          | 0          |
| 2010       | 2          | 0          |
| 2011       | 4          | 0          |
| 2012       | 6          | 0          |
| 2014       | 1          | 0          |
| 2018       | 2          | 0          |
| Összesen   | 21         | 0          |

## Magánélete
Nagybátyja, Mário Évora szintén labdarúgó.

## Sikerei, díjai
FC Porto

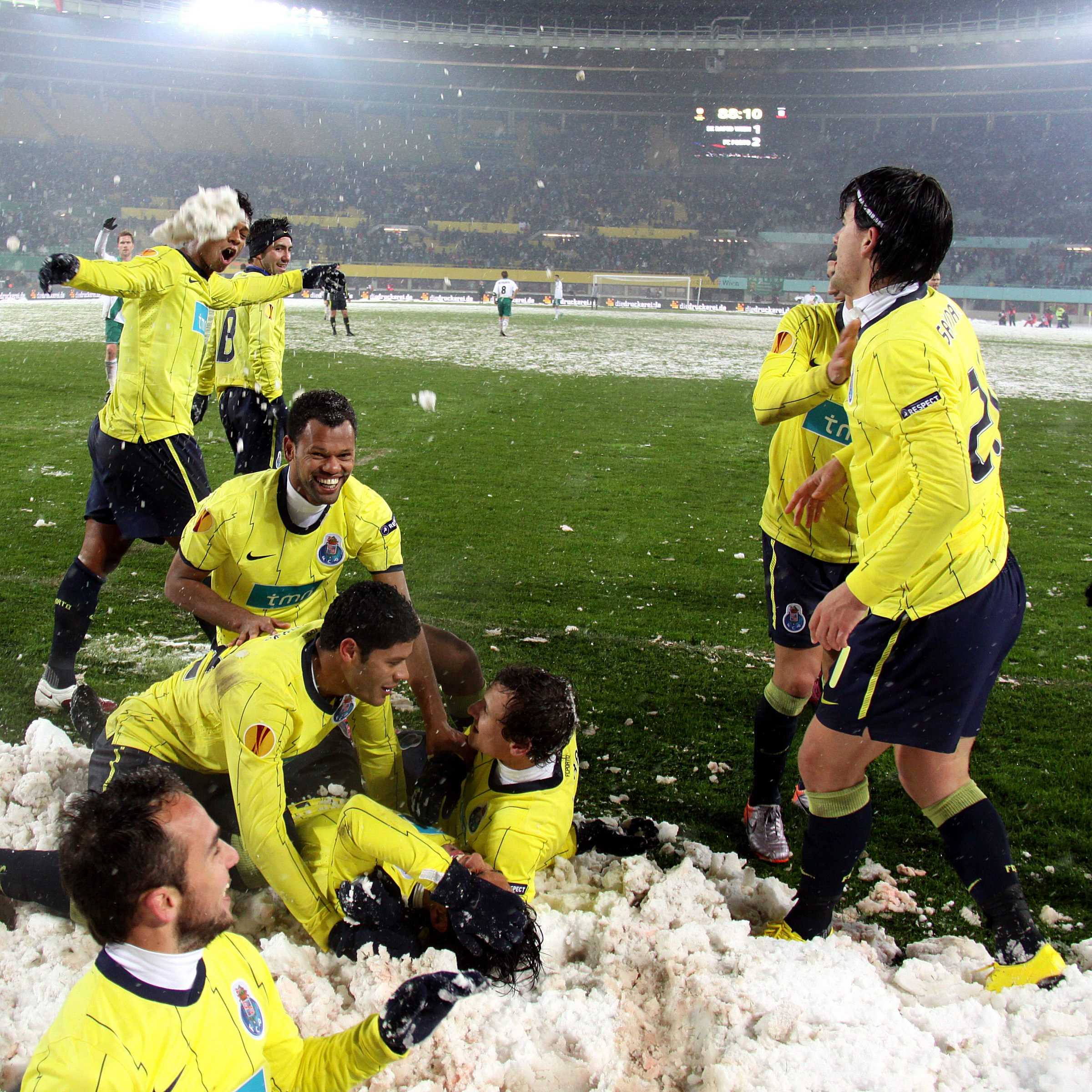
Rolando (baloldalon, Hulk mellett térdelve) a Porto 2010–11-es Európa-liga győzelme után.

- Portugál bajnok: 2008–09, 2010–11, 2011–12, 2012–13
- Portugál kupagyőztes: 2009, 2010, 2011
- Portugál szuperkupagyőztes: 2009, 2010, 2011, 2012
- Európa-liga-győztes: 2011
- UEFA-szuperkupa ezüstérmes: 2011
- Portugál Ligakupa-ezüstérmes: 2009–10

 Anderlecht
- Belga Kupa-ezüstérmes: 2014–15

 Olympique de Marseille
- Francia Kupa-ezüstérmes: 2015–16
- Európa-liga-ezüstérmes: 2017–18

 Braga
- Portugál kupagyőztes: 2020–21

## Fordítás
- Ez a szócikk részben vagy egészben  a   Rolando (Portuguese footballer) című angol Wikipédia-szócikk fordításán alapul.  Az eredeti cikk szerkesztőit annak laptörténete sorolja fel. Ez a jelzés csupán a megfogalmazás eredetét és a szerzői jogokat jelzi, nem szolgál a cikkben szereplő információk forrásmegjelöléseként.

## Külső hivatkozások
- Rolando statisztikái a ZeroZero-n
- Rolando adatlapja a foradejogo.net-en
- Rolando adatlapja a Transfermarkt oldalán (angolul)
- Rolando adatlapja a Soccerway oldalon (angolul)
- Rolando adatlapja a National-Football-Teams oldalán (angolul)
- Rolando adatlapja a Ligue 1 oldalán (angolul)
- Rolando adatlapja a Portugál labdarúgó-szövetség oldalán (portugálul)
- Rolando adatlapja a L’Équipe oldalán (franciául)